# Друга англо-майсурська війна
Дру́га а́нгло-майсу́рська війна́ відбувалася на території Індійського субконтиненту між князівством Майсур та Британською Ост-Індійською компанією. З огляду на важливість Майсуру як союзника Франції, через британсько-французький конфлікт у часі війни за незалежність США, поновилися англо-майсурські війни. Військові дії Британської Ост-Індійської компанії були підтримані воєнними силами Королівства Великої Британії та присланими із Ганноверу силами за скеруванням короля Георга III.

## Короткий зміст
1780 року після захоплення британськими силами французького порту Мае Гайдар Алі, правитель Майсура, виступив у бойових діях на стороні Франції. На початку майсурські війська мали значні успіхи, проте з плином часу британці змогли відвоювати втрачені території. Після цього і Велика Британія, і Франція спрямовують додаткові сили для війни в Індії. Того ж 1780 року Британія оголосила війну Республіці Об'єднаних провінцій, фронт бойових дій значно розширився і у індійських володіннях.
1783 року до індійських володінь доходить звістка про попередню мирну домовленість Франції та Британії, французькі війська виходять із війни. 1784 року британські сили та Майсур підписали Мангалорський договір.

## Передісторія
Гайдар Алі вважав, що британці під час війни з маратхами зрадили його, тому вирішив за необхідне укласти договір з французами, 1778 року французька держава оголосила війну Королівству Великої Британії, після цього Британська Ост-Індійська компанія вирішує захопити декілька французьких анклавів на Індійському субконтиненті. Британський напад почався з Пудучеррі, після того були бої під іншими французькими форпостами. 1779 року британці зайняли французький порт Мае на Малабарському узбережжі. Порт Мае для Гайдара мав важливе стратегічне значення — через нього поступали французьке озброєння та набої. Через втрату Мае Гайдар заходився формувати антибританську коаліцію, до якої мав намір залучити маратхів та нізама Хайдарабаду.

## Перебіг бойових дій
У липні 1780 року Гайдар вторгається до Карнатаки із 80000 армією, основу якої складала кавалерія. Шлях армії пролягав через Східні Гати, сили Майсуру здійснюють облогу британських фортів в Аркоті. Проти них вирушає 5000 британських солдатів, проти яких Гайдар із свого табору в Аркоті посилає частину військових формувань під керівництвом сина Тіпу Султана. Цей загін мав завданням перехопити британців, котрими керував Гектор Мунро, що рухалися із Гунтура в Мадрас. Вранці 10 вересня 1780 року британці із Гунтура під орудою полковника Вільяма Бойлі опинилися під прицільним вогнем військовиків Тіпу Султана біля Пуллапура. Після перегрупування британці загону Бейлі починають повільне просування уперед. Незважаючи на поступ британців, кавалерія Тіпу атакувала їх та завдала значних втрат — з 3820 вояків убито 336, Бейлі вимушено здається. Після цієї поразки Мунро відступає в Мадрас, покидавши обоз та гармати в водойму біля міста.
Гайдар Алі вирішує не переслідувати британців до останнього та починає осаду міста Аркот. Завдяки цій тактичній помилці британці отримали час для укріплення оборони на півдні та надіслання допомоги в Мадрас під керунком генерал-лейтенанта Ейре Кута.
Літом 1781 року губернатор Мадрасу лорд Джордж Маккартні повідомляє про початок війни з Голландською республікою та наказує захопити голландські володіння в Індії. В листопаді 1781 року після 3 тижнів облоги британці змогли зайняти головний голландський форт Нагапаттінам. 18 лютого 1872 року відбувся бій біля Танджора, сили Тіпу Султана розбили британців полковника Брейтвейта, частина вояків була полонена, зброя у них вилучена. У грудні 1782 року Гайдар Алі помирає, командування приймає його старший син Тіпу Султан.
На початку березня 1783-го року британці захопили Мангалор, сили Тіпу Султана здійснюють контратаку та вибивають їх з міста. У тому ж часі підрозділи з армії Стюарта були об'єднані з частинами полковника Фуллартона. В регіоні Танджор їм вдалося захопити укріплений форпост Майсура, проте згодом, наразившись на запеклий опір, британці змушено відійшли у Коїмбатор.
20 липня 1783 року відбувся морський бій в Бенгальській затоці біля Куддалора, протистояли французька ескадра комодора Андре де Сюффрена та британська — під орудою контр-адмірала Едварда Х'юза. Бій відбувся вже після укладення миру в Європі — цю новину іще не знали в Ост-Індії. Внаслідок бою французька ескадра змогла деблокувати Куддалор та в морі серйозно потріпати чисельно переважаючу британську ескадру.

## Мангалорський договір
1784 року представники Ост-Індійської компанії отримали наказ із Британії щодо необхідності припинення війни. Після цього представники компанії почали перемовини з Тіпу Султаном. Згідно із попередньою домовленістю про припинення вогню полковник Фуллартон віддає наказ про відмову від усіх завойованих в часі війни територій. Проте після порушення силами Тіпу Султана тимчасових умов про порушення вогню сили Фуллартона знову займають Паккалад. 30 січня гарнізон Мангалура здається Тіпу, перед тим від голоду та цинги померла половина британських вояків.
Закінченням війни стало підписання Мангалурського договору 11 березня 1784 року. Сторони конфлікту домовилися про відновлення довоєнних кордонів. В історії Індії до завоювання незалежності це є останній документ, де індійці диктували умови британцям. Згідно із умовами договору британці не брали участі у конфліктах Майсуру з сусідами — державою року маратхів та князівством Гайдарабад, конфлікт з останнім розпочався вже 1785 року.